# Crazy Ex-Girlfriend (3.ª temporada)
A terceira temporada de Crazy Ex-Girlfriend estreou na The CW em 13 de outubro de 2017 e terminou em 16 de fevereiro de 2018. A temporada consiste em 13 episódios e estrelado por Rachel Bloom como Rebecca Bunch, uma jovem perturbada que está lidando com as consequências de ser deixado no altar. É co-estrelado por Vincent Rodriguez III, Donna Lynne Champlin, Pete Gardner, Vella Lovell, Gabrielle Ruiz, David Hull e Scott Michael Foster.

## Elenco
Principal
- Rachel Bloom como Rebecca Bunch
- Vincent Rodriguez III como Josh Chan
- Donna Lynne Champlin como Paula Proctor
- Pete Gardner como Darryl Whitefeather
- Vella Lovell como Heather Davis
- Gabrielle Ruiz como Valencia Perez
- David Hull como Josh Wilson / White Josh
- Scott Michael Foster como Nathaniel Plimpton III

Recorrente
- Gina Gallego como a Sra. Hernandez
- Erick Lopez como Hector
- Esther Povitsky como Maya
- Michael McMillan como Tim
- Steve Monroe como Scott Proctor
- Burl Moseley como Jim
- Danny Jolles como George
- Jacob Guenther como Chris
- Johnny Ray Meeks como Kevin
- Amy Hill como Lourdes Chan
- Steele Stebbins como Tommy Proctor
- Zayne Emory como Brendan Proctor
- Jay Hayden como o Dr. Daniel Shin
- Michael Hyatt como Dr. Noelle Akopian
- Michael Hitchcock como Bert
- Lyndon Smith como Mona
- Paul Welsh como Trent Maddock

Convidado
- Piter Marek como Dr. Davit Akopian
- Ava Acres como a jovem Rebecca
- Alberto Issac como Joseph Chan
- Robin Thomas como Marco Serrano
- Josh Groban como ele mesmo
- Bayne Gibby como Cornelia Wigfield
- Tovah Feldshuh como Naomi Bunch
- Rachel Grate como Audra Levine
- David Grant Wright como Nathaniel Plimpton II
- Susan Blakely como Gigi Plimpton
- Eddie Pepitone como Bob O'Brien
- Olivia Edward como Madison Whitefeather
- Benjamin Siemon como Brody
- Hunter Stiebel como Marty
- Sofia Marie Gonzales como aliada
- Dr. Phil como ele mesmo
- B. J. Novak como ele mesmo
- Parvesh Cheena como Sunil Odhav

## Episódios
Cada música listada é cantada por Rebecca, exceto as entre parênteses.
| N.º na série | N.º na temp. | Título                                | Dirigido por        | Escrito por                                    | Exibição original       | Audiência (milhões) |
| --- | ------------ | ------------------------------------- | ------------------- | ---------------------------------------------- | ----------------------- | ------------------- |
| 32 | 1            | "Josh's Ex-Girlfriend Wants Revenge." | Erin Ehrlich        | Rachel Bloom & Aline Brosh McKenna             | 13 de outubro de 2017   | 0.63                |
| Músicas: "Where's Rebecca Bunch?" (cantado pelo elenco); "Let's Generalize About Men" (cantado por Rebecca, Paula, Valencia, & Heather)                                                                  |              |                                       |                     |                                                |                         |                     |
| 33 | 2            | "To Josh, With Love."                 | Kabir Akhtar        | Rachel Specter & Audrey Wauchope               | 20 de outubro de 2017   | 0.60                |
| Músicas: "I've Got My Head In The Clouds" (cantado por Josh); "Strip Away My Conscience"; "The Buzzing From The Bathroom" (cantado por Tim); "After Everything You Made Me Do (That You Didn't Ask For)" |              |                                       |                     |                                                |                         |                     |
| 34 | 3            | "Josh Is A Liar."                     | Stuart McDonald     | Michael Hitchcock                              | 27 de outubro de 2017   | 0.56                |
| Músicas: "The Moment Is Me" (cantado por Heather); "I Go To The Zoo" (cantado por Nathaniel) |              |                                       |                     |                                                |                         |                     |
| 35 | 4            | "Josh's Ex-Girlfriend Is Crazy."      | Joseph Kahn         | Rachel Bloom & Aline Brosh McKenna             | 3 de novembro de 2017   | 0.65                |
| Músicas: "Scary Scary Sexy Lady"; "The End of the Movie" (cantado por Josh Groban) |              |                                       |                     |                                                |                         |                     |
| 36 | 5            | "I Never Want to See Josh Again."     | Stuart McDonald     | Jack Dolgen                                    | 10 de novembro de 2017  | 0.66                |
| Músicas: "Maybe She's Not Such A Heinous Bitch After All"; "I Feel Like This Isn't About Me" (cantado por Cornelia)                                                                                      |              |                                       |                     |                                                |                         |                     |
| 37 | 6            | "Josh Is Irrelevant."                 | Max Winkler         | Rachel Bloom, Aline Brosh McKenna & Ilana Peña | 17 de novembro de 2017  | 0.66                |
| Músicas: "A Diagnosis"; "This Is My Movement" (cantado por Valencia) |              |                                       |                     |                                                |                         |                     |
| 38 | 7            | "Getting Over Jeff."                  | Stuart McDonald     | Erin Ehrlich                                   | 8 de dezembro de 2017   | 0.63                |
| Músicas: "First Penis I Saw" (cantado por Paula); "My Friend's Dad" (cantada por Rebecca e o pai de Paula (Eddie Pepitone))                                                                              |              |                                       |                     |                                                |                         |                     |
| 39 | 8            | "Nathaniel Needs My Help!"            | Jude Weng           | Rachel Specter & Audrey Wauchope               | 5 de janeiro de 2018    | 0.69                |
| Músicas: "My Sperm is Healthy" (cantado por Darryl); "Get Your Ass Out of My House" (cantado por Lourdes)                                                                                                |              |                                       |                     |                                                |                         |                     |
| 40 | 9            | "Nathaniel Gets the Message!"         | Kabir Akhtar        | Elisabeth Kiernan Averick                      | 12 de janeiro de 2018   | 0.66                |
| Músicas: "Without Love You Can Save the World" (cantado pelo elenco); "Fit Hot Guys Have Problems Too" (cantado por Nathaniel, White Josh, e Josh)                                                       |              |                                       |                     |                                                |                         |                     |
| 41 | 10           | "Oh, Nathaniel, It's On!"             | Jude Weng           | Sono Patel                                     | 26 de janeiro de 2018   | 0.65                |
| Músicas: "He's The New Guy"; "Horny Angry Tango" (cantado por Rebecca e Nathaniel) |              |                                       |                     |                                                |                         |                     |
| 42 | 11           | "Nathaniel and I Are Just Friends!"   | Erin Ehrlich        | Rene Gube                                      | 2 de fevereiro de 2018  | 0.62                |
| Músicas: "This Session is Going to Be Different" (cantado por Dr. Akopian); "Face Your Fears (Reprise)"                                                                                                  |              |                                       |                     |                                                |                         |                     |
| 43 | 12           | "Trent?!"                             | Stuart McDonald     | Dan Gregor & Doug Mand                         | 9 de fevereiro de 2018  | 0.60                |
| Músicas: "Buttload of Cats"; "I'm Just A Boy In Love" (cantado por Trent); "Period Sex (Reprise III)" (cantado por Trent); "Back In Action" (cantada por Rebecca e Paula)                                |              |                                       |                     |                                                |                         |                     |
| 44 | 13           | "Nathaniel Is Irrelevant."            | Aline Brosh McKenna | Aline Brosh McKenna & Michael Hitchcock        | 16 de fevereiro de 2018 | 0.60                |
| Músicas: "Miracle Of Birth" (cantado por Paula); "Nothing Is Ever Anyone's Fault" (cantado por Rebecca e Nathaniel)                                                                                      |              |                                       |                     |                                                |                         |                     |

## Produção
A série foi renovada para uma terceira temporada em 8 de janeiro de 2017. Em 5 de abril de 2017, foi anunciado que David Hull e Scott Michael Foster, que representaram White Josh e Nathaniel respectivamente, foram promovidos a regulares para a terceira temporada.

### Resposta crítica
| Respostas críticas  | Respostas críticas |
| Rotten Tomatoes     | Metacritic         |
| ------------------- | ------------------ |
| 95% (20 avaliações) | N/A (3 avaliações) |

A terceira temporada de Crazy Ex-Girlfriend recebeu críticas positivas dos críticos. No Rotten Tomatoes, tem uma classificação recente de 95% baseado em 15 comentários, com uma média ponderada de 8,86/10. Bo Metacritic, a temporada ainda não recebeu uma pontuação baseada em apenas 3 críticos.

## Ratings
| №  | Título                                | Exibição original       | Rating/share (18–49) | Audiência (em milhões) |
| -- | ------------------------------------- | ----------------------- | -------------------- | ---------------------- |
| 1  | "Josh's Ex-Girlfriend Wants Revenge." | 13 de outubro de 2017   | 0,2 / 1              | 0,62                   |
| 2  | "To Josh, With Love."                 | 20 de outubro de 2017   | 0,2 / 1              | 0,60                   |
| 3  | "Josh Is A Liar."                     | 27 de outubro de 2017   | 0,2 / 1              | 0,56                   |
| 4  | "Josh's Ex-Girlfriend is Crazy."      | 3 de novembro de 2017   | 0,2 / 1              | 0,65                   |
| 5  | "I Never Want to See Josh Again."     | 10 de novembro de 2017  | 0,2 / 1              | 0,66                   |
| 6  | "Josh Is Irrelevant."                 | 17 de novembro de 2017  | 0,2 / 1              | 0,66                   |
| 7  | "Getting Over Jeff."                  | 8 de dezembro de 2017   | 0,2 / 1              | 0,63                   |
| 8  | "Nathaniel Needs My Help!"            | 5 de janeiro de 2018    | 0,2 / 1              | 0,69                   |
| 9  | "Nathaniel Gets the Message!"         | 12 de janeiro de 2018   | 0,2 / 1              | 0,66                   |
| 10 | "Oh, Nathaniel, It's On!"             | 26 de janeiro de 2018   | 0,2 / 1              | 0,68                   |
| 11 | "Nathaniel and I Are Just Friends!"   | 2 de fevereiro de 2018  | 0,2 / 1              | 0,62                   |
| 12 | "Trent ?!"                            | 9 de fevereiro de 2018  | 0,2 / 1              | 0,60                   |
| 13 | "Nathaniel Is Irrelevant."            | 16 de fevereiro de 2018 | 0,2 / 1              | 0,60                   |

## Trilha sonora
Cada semana, depois de um episódio de Crazy Ex-Girlfriend ser exibido, a trilha sonora daquele episódio foi lançada no dia seguinte. A trilha sonora da temporada completa ainda não foi lançada.